# Пізня ніч з Конаном О'Браєном
Пізня ніч з Конаном О'Браєном (англ. Late Night with Conan O'Brien) — американське нічне ток-шоу, яке проводив Конан О'Браєн на каналі NBC з 1993 до 2009 року. Всього в ефір вийшло 16 сезонів з 2725 епізодів, останній 20 лютого 2009 року. Шоу показувало різноманітний комедійний матеріал, інтерв'ю знаменитостей, музичні та комедійні вистави. Пізня ніч з Конаном О'Браєном виходило щонеділі о 00:37 EST/23:37 CT, та 00:37 MT в Сполучених Штатах.